# 1ro. de Mayo
1ro. de Mayo är en ort i Mexiko.   Den ligger i kommunen Chicomuselo och delstaten Chiapas, i den sydöstra delen av landet, 800 km sydost om huvudstaden Mexico City. 1ro. de Mayo ligger 1 263 meter över havet och antalet invånare är 143.
Terrängen runt 1ro. de Mayo är varierad. Runt 1ro. de Mayo är det ganska glesbefolkat, med 42 invånare per kvadratkilometer. Närmaste större samhälle är Chicomuselo, 17,2 km öster om 1ro. de Mayo. I omgivningarna runt 1ro. de Mayo växer huvudsakligen savannskog.